# Britain's Next Top Model (sesta edizione)
La sesta stagione di "Britain's Next Top Model" è andata in onda sul canale Living dal 5 luglio al 4 ottobre 2010, con un cast completamente rinnovato: al timone del programma così come in veste di giudice, troviamo la top model australiana Elle Macpherson, aiutata in giuria dallo stilista Julien MacDonald, dalla stilista e presentatrice Grace Woodward e dal modello Charley Speed.
In questa edizione vengono presentate 25 semifinaliste che, al termine di un cosiddetto "bootcamp" nel quale si battono per impressionare quanto più la giuria, vengono ridotte prima a 20 e infine alle 14 finaliste, che nel corso del programma si sono sfidate per giungere all'ambito titolo di miglior modella inglese ed a conquistare i premi in palio: un contratto con l'agenzia "Models 1", una campagna pubblicitaria per la Revlon Cosmetics e un servizio con copertina per la rivista "Company Magazine".
La vincitrice è stata la diciottenne Tiffany Pisani di Attard, Malta; la finale si è svolta dal vivo sul canale Living il 4 ottobre 2010 e il pubblico del Regno Unito ha potuto contribuire alla scelta.
La concorrente Alisha White ha partecipato, a inizio 2012, alla diciottesima edizione di America's Next Top Model assieme ad altre sei concorrenti inglesi di altre edizioni, classificandosi quarta a causa del suo ritiro volontario dalla competizione.
Le destinazioni internazionali per questa edizione sono state Alicante, in Spagna, Hardanger, in Norvegia e Kuala Lumpur, in Malaysia.
Per la seconda volta una concorrente, Hannah Goodeve, decide di lasciare il gioco (la prima è stata Anne Kent, concorrente della prima edizione).

## Concorrenti
| Concorrente           | Età1 | Altezza | Provenienza              | Posizionamento                                               |
| --------------------- | ---- | ------- | ------------------------ | ------------------------------------------------------------ |
| Hannah Goodeve        | 22   | 183 cm  | Cheshire, Inghilterra    | Ritirata nell'episodio 2                                     |
| Rachelle Harry        | 19   | 180 cm  | Surrey, Inghilterra      | Eliminata nell'episodio 3                                    |
| Susan Loughnane       | 24   | 174 cm  | Dublino, Irlanda         | Eliminata al di fuori del giudizio in studio nell'episodio 4 |
| Harleen Kaur Nottay   | 19   | 173 cm  | Midlothian, Scozia       | Eliminata nell'episodio 4                                    |
| Delita Cole           | 18   | 173 cm  | Liverpool, Inghilterra   | Eliminata nell'episodio 5                                    |
| Amba Hudson-Skye      | 20   | 180 cm  | Bournemouth, Inghilterra | Eliminata nell'episodio 6                                    |
| Nicola Wright         | 20   | 173 cm  | Coventry, Inghilterra    | Eliminata nell'episodio 7                                    |
| Kirsty Parsons        | 21   | 173 cm  | Cardiff, Galles          | Eliminata nell'episodio 8                                    |
| Olivia Oldham Stevens | 20   | 178 cm  | Londra, Inghilterra      | Eliminata nell'episodio 9                                    |
| Amelia Thomas         | 22   | 175 cm  | Port Talbot, Galles      | Eliminata nell'episodio 11                                   |
| Charlotte Holmes      | 21   | 173 cm  | Cornovaglia, Inghilterra | Eliminata nell'episodio 12                                   |
| Joy McLaren           | 20   | 175 cm  | Leeds, Inghilterra       | Terza classificata                                           |
| Alisha White          | 18   | 178 cm  | Londra, Inghilterra      | Seconda classificata                                         |
| Tiffany Pisani        | 18   | 178 cm  | Attard, Malta            | Vincitrice                                                   |

1 L'età si riferisce al tempo della messa in onda del programma

## Ordine di chiamata
| 1  | Tiffany   | Joy       | Nicola    | Alisha    | Nicola    | Charlotte | Olivia    | Charlotte | Alisha    | Alisha    | Joy       | Tiffany   | Alisha  | Tiffany |  |  |  |  |
| 2  | Joy       | Amelia    | Amba      | Charlotte | Charlotte | Amelia    | Joy       | Amelia    | Charlotte | Tiffany   | Tiffany   | Joy       | Tiffany | Alisha  |  |  |  |  |
| 3  | Amba      | Kirsty    | Kirsty    | Tiffany   | Alisha    | Olivia    | Tiffany   | Joy       | Amelia    | Amelia    | Alisha    | Alisha    | Joy     |         |  |  |  |  |
| 4  | Harleen   | Harleen   | Tiffany   | Olivia    | Kirsty    | Tiffany   | Charlotte | Tiffany   | Joy       | Charlotte | Charlotte | Charlotte |         |         |  |  |  |  |
| 5  | Charlotte | Charlotte | Charlotte | Nicola    | Amba      | Alisha    | Kirsty    | Olivia    | Tiffany   | Joy       | Amelia    |           |         |         |  |  |  |  |
| 6  | Amelia    | Amba      | Delita    | Joy       | Olivia    | Joy       | Alisha    | Alisha    | Olivia    |           |           |           |         |         |  |  |  |  |
| 7  | Rachelle  | Susan     | Alisha    | Delita    | Amelia    | Kirsty    | Amelia    | Kirsty    |           |           |           |           |         |         |  |  |  |  |
| 8  | Olivia    | Alisha    | Susan     | Kirsty    | Joy       | Nicola    | Nicola    |           |           |           |           |           |         |         |  |  |  |  |
| 9  | Hannah    | Olivia    | Joy       | Amba      | Tiffany   | Amba      |           |           |           |           |           |           |         |         |  |  |  |  |
| 10 | Delita    | Tiffany   | Harleen   | Amelia    | Delita    |           |           |           |           |           |           |           |         |         |  |  |  |  |
| 11 | Nicola    | Nicola    | Amelia    | Harleen   |           |           |           |           |           |           |           |           |         |         |  |  |  |  |
| 12 | Kirsty    | Rachelle  | Olivia    | Susan     |           |           |           |           |           |           |           |           |         |         |  |  |  |  |
| 13 | Alisha    | Hannah    | Rachelle  |           |           |           |           |           |           |           |           |           |         |         |  |  |  |  |
| 14 | Susan     | Delita    |           |           |           |           |           |           |           |           |           |           |         |         |  |  |  |  |

- Nel primo episodio, le finaliste sono 13, ma per una decisione dell'ultimo istante, Susan viene inserita come quattordicesima finalista; l'ordine di chiamata è del tutto casuale.
- Nel secondo episodio, Delita e Hannah sono a rischio eliminazione; Hannah decide di lasciare la competizione, così da concedere l'opportunità di restare a Delita (la quale era la prescelta per essere eliminata).
- Nel quarto episodio, Susan viene eliminata subito dopo un incontro col fotografo Adam Lawrence prima del servizio fotografico.
- Nel decimo episodio, Charlotte e Joy sono a rischio eliminazione ma viene data ad entrambe un'altra opportunità.
- Nel tredicesimo episodio, viene deciso di non eliminare nessuna tra le concorrenti Alisha, Joy e Tiffany.

     La concorrente è stata eliminata
     La concorrente viene inserita alla gara all'ultimo momento
     La concorrente è l'eliminata originale ma viene salvata
     La concorrente abbandona la gara volontariamente
     La concorrente viene eliminata fuori dalla puntata in studio
     La concorrente è parte di una non eliminazione
     La concorrente ha vinto il concorso

## Servizi
- Episodio 1: Beauty shots al naturale; servizio fotografico ispirato al film "St. Trinian's"
- Episodio 2: Lingerie sexy in coppia e con modelli
- Episodio 3: Alta moda con luci al neon
- Episodio 4: Campagna contro il bullismo
- Episodio 5: Nude e ricoperte di cioccolato
- Episodio 6: Modamare "Melissa Odabash" in Spagna
- Episodio 7: Film dell'orrore
- Episodio 8: Campagna pubblicitaria per acqua "Isklar" in Norvegia
- Episodio 9: Beauty shots per Revlon; cadute estreme
- Episodio 10: Servizio in bianco e nero con George Lamb; in posa coi rugbisti della "London Wasps"
- Episodio 11: Orologi "Baby G"
- Episodio 12: Scatti nella giungla
- Episodio 13: Impersonando Elle Macpherson

### Giudici
- Elle Macpherson
- Julien MacDonald
- Grace Woodward
- Charley Speed